# Oberviechtach
Oberviechtach je město v německé spolkové zemi Bavorsko, v zemském okrese Schwandorf v administrativním obvodu Horní Falc. Město má 5019 obyvatel.

## Poloha
Oberviechtach leží na potoce Steinbach v přírodním parku Hornofalcký les.

### Sousední obce
Oberviechtach sousedí s následujícími obcemi: od severu Eslarn v zemském okrese Neustadt an der Waldnaab, dále Schönsee, Winklarn, Dieterskirchen, Niedermurach a Teunz v okrese Schwandorf.
| Růžice kompasu | Teunz 6 km        | Moosbach 6 km       | Eslarn 6 km   | Růžice kompasu |
| Růžice kompasu | Niedermurach 6 km | Sever               | Schönsee 6 km | Růžice kompasu |
| Růžice kompasu | Niedermurach 6 km | Oberviechtach       | Schönsee 6 km | Růžice kompasu |
| Růžice kompasu | Niedermurach 6 km | Jih                 | Schönsee 6 km | Růžice kompasu |
| Růžice kompasu | Niedermurach 6 km | Dieterskirchen 6 km | Winklarn 6 km | Růžice kompasu |

## Historie

### Od počátků k založení obce
Název obce, nacházející se v bavorské Nordgau, je písemně poprvé zmíněn roku 1237 jako "Viehta", v roce 1272 jako "Vichta", kolem roku 1285 jako "Vihtach", krátce po roce 1301 jako "Viehtach", v roce 1326 jako "Vihtah" a v roce 1360 jako "Viechtach". Poprvé se s přídomkem "Ober" objevuje v roce 1488, kdy je doložena jako "Obern Viechtach". Další zmínky následovaly v podobné podobě, až byl nakonec v roce 1665 poprvé použit aktuálně platný pravopis. Název místa pochází ze středohornoněmeckého výrazu "viehtach", což znamená "smrkový les". Přídavné jméno "Ober" slouží k odlišení místa od dolnobavorského městečka Viechtach, které se nachází v zemském okrese Regen.
V roce 1337 získalo město tržní práva. Viechtach byl dvakrát zničen za husitských válek, v roce 1420 a znovu v roce 1432. V roce 1580 byla při státní vizitaci poprvé zmíněna škola, a to s negativním verdiktem. Město patřilo v rámci Bavorského kurfiřtství pod berní úřad v Ambergu a pod okresní soud Murach.
Současná obec vznikla v průběhu správních reforem v Bavorském království na základě obecního výnosu z roku 1818.

### 20. století
V roce 1913 byla dokončena železniční trať z Nabburgu přes Oberviechtach do Schönsee. V roce 1952 byl Oberviechtach povýšen na město a v roce 1961 se stal s příchodem 122. panzergrenadierského praporu vojenským posádkovým městem.
Až do 1. července 1972, do územní reformy v Bavorsku, bylo město sídlem okresu Oberviechtach. S okresní reformou přišlo město o okresní a další důležité úřady. Okres Oberviechtach byl s přibližně 15 000 obyvateli druhým nejmenším okresem ve Spolkové republice Německo a zároveň nejmenším okresem v Bavorsku, s velmi nízkými průměrnými příjmy. V rámci územní reformy v Bavorsku byl zrušen a sloučen s tehdejšími okresy Burglengenfeld, Nabburg a Neunburg vorm Wald a dříve samostatným městem Schwandorf do velkého okresu Schwandorf.

## Památky
- Kašna doktora Eisenbartha
- Kašna doktora Maxe Schwarze
- Kašna u radnice s historií města
- Památníky (Zahlwein, páter Knellinger, Dr. Eisenbarth)
- Muzeum doktora Eisenbartha a městské muzeum
- Katolický farní kostel "sv. Jana Křtitele" z roku 1689, přestavěný 1775/76
- Kostel svatého Egídia
- Zřícenina hradu Murach

## Partnerská města
- Nabburg in der Oberpfalz, od roku 1952
- Hann. Münden v Dolním Sasku, od roku 1978
- Raschau-Markersbach v Krušných horách, od roku 1990
- Bronnyky (Riwne), od roku 1991